# Mons Hansteen
Mons Hansteen – niewielka góra w południowo-zachodniej części widocznej strony Księżyca, na południowej krawędzi Oceanus Procellarum (Oceanu Burz), znana również jako Hansteen Alfa (α).
Mons Hansteen była pierwotnie wulkanem. Jej podstawa w przybliżeniu ma kształt trójkąta, którego najdłuższa, wschodnia krawędź ma długość około 30 km. Nazwa pochodzi od leżącego na zachód od niej krateru Hansteen, który upamiętnia norweskiego fizyka i astronoma Christophera Hansteena (1784-1873). Na południe od góry leży krater Billy.